# Bùi Thị Xuân
Bui Thi Xuan (écriture chinoise : 裴氏 春,? - 1802) une héroïne vietnamienne, général pendant la rébellion de Tay Son.
Bui Thi Xuân est née dans l'arrondissement de Bình Khê (aujourd'hui district de Tay Son), dans la province de Bình Định. Elle a appris les arts martiaux quand elle était enfant, et était réputé une femme forte. La légende veut qu'elle ait une fois sauvé Tran Quang Dieu, qui devint plus tard son mari, d'un tigre. Elle et Tran Quang Dieu ont rejoint la rébellion de Tay Son et remporté de nombreuses batailles. Elle a aidé les éléphants armés de Tay Son, qui ont participé à de nombreuses batailles. Elle est connue comme l'une des cinq femmes les plus importantes pendant la dynastie Tây Sơn.